# Neuwerk (Solingen)
Neuwerk, auch Kellershammer III, II. Schwarzenhammer, Sensen- oder Neufabrik genannt, ist eine Ortslage in der bergischen Großstadt Solingen.

## Lage und Beschreibung
Neuwerk befindet sich abseits der geschlossenen städtischen Bebauung im Solinger Stadtbezirk Burg/Höhscheid. Der Ort liegt im Eschbachtal entlang der Landesstraße 407, die Burg an der Wupper über Kellershammer mit Remscheid verbindet. Die Straße trägt im Bereich des Ortes auch den Namen Neuwerk, ebenso befindet sich dort eine nach ihm benannte Bushaltestelle. Neuwerk ist von bewaldeten Steilhängen umgeben, östlich liegt der Kellerhammersberg. Den Ort prägt bis heute eine an der Straße gelegene historische Fabrikanlage (Neuwerk 1, 3) sowie eine gegenüber am Steilhang gelegene Fabrikantenvilla von 1904 (Neuwerk 2). Ein ehemaliger Reckhammer befindet sich als Bruchsteinbau im hinteren Teil des Fabrikgeländes.
Benachbarte Orte sind bzw. waren (von Nord nach West): Hüttenhammer, Kellershammer, Walzwerk, Johanneskotten, Altenhammer, Sellscheid, Burgtal, Luhnshammer, Westhausen und Unterreinshagen.

## Geschichte
Nach den beiden nördlich gelegenen Kellershämmern entstand am heutigen Neuwerk ein drittes Hammerwerk, das zunächst im Besitz der Burger Kellner war, ehe es im 18. Jahrhundert in den Besitz der Remscheider Familie Hasenclever aus Ehringhausen überging. Zu Beginn des 19. Jahrhunderts war dort eine Sensenschmiede eingerichtet. Im Jahre 1841 wurden die Hämmer zurückgebaut und stattdessen ein Stahlwalzwerk errichtet.
Neuwerk gehörte nach Gründung der Mairien und späteren Bürgermeistereien zur Bürgermeisterei Burg, die im Jahre 1856 das Stadtrecht erhielt. Im Jahr 1816 ist der als Schwarzehammer bezeichnete Ort mit 6 Einwohnern eine der damals sieben Ortslagen der Bürgermeisterei Burg. Im Jahr 1832 ist der als Sensenfabrik bezeichnete Ort mit 5 Einwohnern eine der damals neun Ortslagen der Bürgermeisterei. 1864 wird er als Neufabrick bezeichnet und zählt 17 Einwohner. Im Jahr 1970 zählt der als Neuwerk bezeichnete Ort 24 Einwohner.:1
Im Zuge des Düsseldorf-Gesetzes wurde Neuwerk zum 1. Januar 1975 mit der Stadt Burg an der Wupper in die Stadt Solingen eingemeindet.
Über Neuwerk führte auch die ab 1889 erbaute Schmalspurbahn Wermelskirchen-Burger Eisenbahn zwischen dem Burger Bahnhof und der Eschbachtalsperre. Der Bahnbetrieb wurde im Jahre 1930 wieder eingestellt.
Die Fabrik wurde um 1900 in eine Schleiferei umgewandelt, 1904 entstand gegenüber die heute noch erhaltene Fabrikantenvilla. Später wurde das Werk von der Remscheider Firma Alexanderwerk erworben und dort eine Maschinenfabrik eingerichtet. Danach gelangte die Fabrik in den Besitz des Unternehmens P. D. Rasspe aus Solingen, die später auch den nahen Luhnshammer zur Produktion von Landmaschinenteilen nutzte. 1995 wurde der Betrieb eingestellt. Heute wird das historische Fabrikensemble durch eine Stuckwarenfabrik genutzt.